# Anthony Bowens
Anthony Bowens (Nutley, 18 de dezembro de 1990) é um lutador profissional americano , que atualmente está na All Elite Wrestling (AEW), onde junto com Max Caster formam a dupla The Acclaimed. Como equipe eles conquistaram por uma vez o AEW World Tag Team Championship.

## Início da vida
Bowens nasceu em Nutley, Nova Jérsei. Ele frequentou a Nutley High School e a Montclair State University. Ele jogou beisebol "por onze anos", incluindo na Montclair State e Seton Hall University, jogando duas temporadas cada pelo Pirates e Red Hawks. Ele foi descoberto pelo lutador profissional Santino Marella, que perguntou se ele já havia pensado em wrestling profissional. Ele passou a treinar com Pat Buck.

## Carreira no wrestling profissional

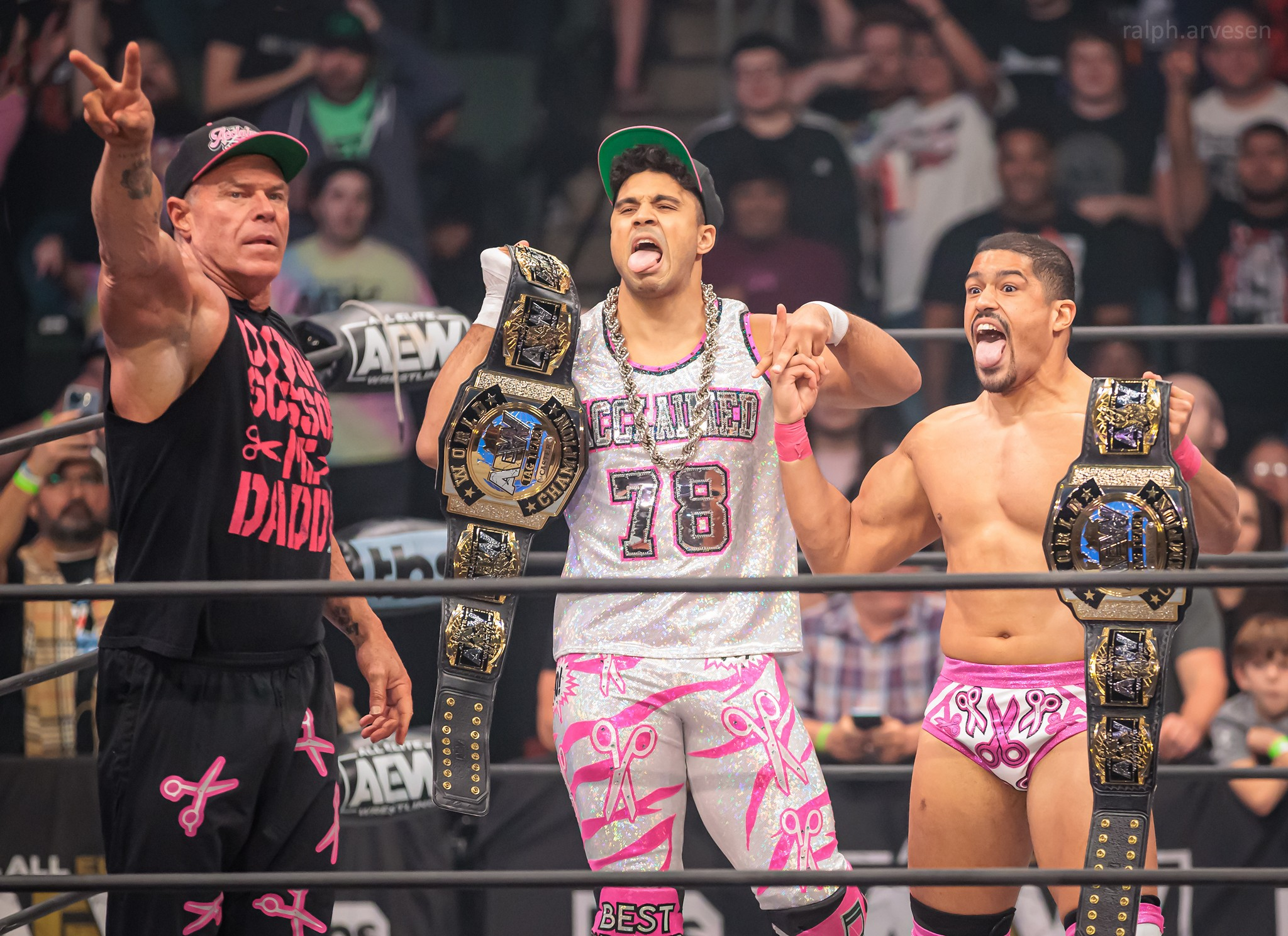
Lutadores de luta-livre profissionais americanos Anthony Bowens, Max Caster e Billy Gunn durante um show do All Elite Wrestling em dezembro de 2022.

### Início da carreira (2013–2016)
Bowens começou a treinar em 2012 e fez sua estreia no wrestling profissional em 2013. Em novembro de 2016, ele sofreu uma concussão durante uma luta no WWE NXT.

### Circuito independente (2016–2020)
Após se recuperar de sua lesão, Bowens trabalharia prolificamente para as promoções do circuito independente, como Combat Zone Wrestling e Beyond Wrestling, ao mesmo tempo que fazia aparições para a Global Force Wrestling e Total Nonstop Action Wrestling. Ele conquistou o WrestlePro Heavyweight Championship duas vezes entre 2016 e 2017. Em 21 de janeiro de 2017, Bowens desafiou Drew Galloway sem sucesso pelo WCPW World Heavyweight Championship no evento Fight Forever do Battle Club Pro, que marcou a primeira vez que o título foi defendido fora do Reino Unido.

### All Elite Wrestling (2020–presente)
Em novembro de 2020, o presidente da All Elite Wrestling, Tony Khan, anunciou que Bowens, ao lado de Max Caster, haviam assinado um contrato de cinco anos com a promoção. O anúncio também afirmava que Bowens e Caster competiriam como uma dupla chamada The Acclaimed. Em maio de 2022, Bowens foi submetido a uma cirurgia no joelho, deixando-o de lado por vários meses. Durante esse tempo, Bowens ainda compareceu aos shows da AEW e realizou suas promos regulares, embora não lutasse e estivesse confinado a uma cadeira de rodas; Caster posteriormente se uniria cada vez mais aos Gunns, com quem eles formaram uma aliança. Bowens voltou de sua lesão na edição especial do Dynamite chamada Blood and Guts.
No AEW Grand Slam 2022, a The Acclaimed venceria o AEW World Tag Team Championship pela primeira vez. Isso fez de Bowens o primeiro lutador abertamente gay a se tornar um campeão da AEW.

## Vida pessoal
Bowens é abertamente gay. Ele é torcedor do San Francisco Giants, e trabalhou anteriormente no departamento de produção do estúdio MLB Network.

## Títulos e prêmios
- All Elite Wrestling
  - AEW World Tag Team Championship (1 vez) - com Max Caster[25]
- Battle Club Pro
  - BCP Franchise Championship (1 vez)[26]
- Independent Wrestling Federation
  - IWF Junior Heavyweight Championship (1 vez)[27]
- Pro Wrestling Illustrated
  - A PWI colocou Bowens na 304ª posição dos 500 melhores lutadores na PWI 500 em 2021[28]
- WrestlePro
  - WrestlePro Gold Championship (3 vezes, atual)[29]
  - Dream 16 (2019)[30]
- Wrestling Observer Newsletter
  - Maior evolução (2022) com Max Caster como The Acclaimed[31][32]